# Fran Marušič
Fran Marušič, slovenski tigrovec in organizator odpora proti fašizmu, * 4. marec 1906, Trst, † 6. september 1930, Bazovica.
Marušič je deloval v tržaških mladinskih društvih, po njihovi ukinitvi  1927 pa je bil med ustanovitelji ilegalne organizacije Borba, ki se je kasneje povezala z organizacijo TIGR. Leta 1930 je sodeloval  pri več požigih in postavitvah eksplozivnih teles na italijanskih šolah, vrtcih, skladiščih orožja italijanske vojske. Bil je udležen tudi pri uničenju uredništva fašistničnega časopisa Il Popolo di Trieste. Med množišnimi aretacijami tigrovcev so ga 18. aprila 1930 aretirali. Ustreljen je bil 6. septembra 1930 na Bazovici skupaj s tigrovci Bidovcem, Milošem in Valenčičem.